# Ditrichum heteromallum
Ditrichum heteromallum (deutsch Einseitswendiges Doppelhaarmoos oder Einseitiges Grasmoos) ist eine Laubmoos-Art aus der Familie Ditrichaceae.

## Merkmale
Ditrichum heteromallum wächst in gelbgrünen oder reingrünen, etwas glänzenden, ohne Kapseln etwa 1 Zentimeter hohen, lockeren bis dichteren Rasen. Die Pflanzen sind oft gabelig verzweigt. Die Blätter sind einseitswendig, aufrecht abstehend, aus der eiförmigen bis lanzettlichen Basis in die lange Spitze auslaufend. Die Blattränder sind flach und ganzrandig. Die Blattrippe ist unten undeutlich begrenzt, füllt den oberen Pfriementeil zur Gänze aus und ist an der austretenden Spitze etwas gezähnt. Die Laminazellen sind glatt mit etwas verdickten Wänden, unten linealisch bis schmal verlängert-rechteckig, oben etwas kürzer. Die Blattlamina ist einzellschichtig, nur in der oberen Blatthälfte sind die Ränder zweizellschichtig.
Sporophyten sind recht häufig vorhanden. Die rote Seta ist bis 2,5 Zentimeter lang. Die rotbraune Kapsel ist eiförmig bis zylindrisch, aufrecht, oft leicht gekrümmt, trocken und entleert glatt. Der Deckel ist schmal kegelförmig. Die Peristomzähne sind rötlichbraun, fein papillös und bis zum Grund in zwei pfriemenförmige Schenkel geteilt. Sporen sind fast glatt und meist 10 bis 15 Mikrometer groß. Sporenreifezeit ist vom Spätsommer bis zum Frühjahr. Die Geschlechterverteilung ist diözisch.
Für die vegetative Vermehrung werden Rhizoidgemmen gebildet, diese sind mehrzellig, dunkelrotbraun und gekrümmt bis spiralig gewunden.

## Standortansprüche
Das Moos ist eine kalkmeidende Pionierart und siedelt auf lichtreichen, nicht zu sonnigen, ausreichend feuchten, schwach sauren, mageren, offenerdigen Stellen. Die Wuchsorte sind oft in Wäldern, an gefestigten Wegböschungen, in Lücken von Alpinrasen, Zwergstrauchheiden und Schneetälchen.

## Verbreitung
In Deutschland hat die Art ihren Verbreitungsschwerpunkt in den silikatischen Mittelgebirgen und in den waldreichen Sandsteingebieten des Hügellandes, wo sie oft häufig ist; in den übrigen Gebieten ist sie zerstreut bis selten oder fehlend. In Österreich ist sie in den Zentralalpen häufig, in der Böhmischen Masse zerstreut und in den Nördlichen und Südlichen Kalkalpen selten. Die Höhenverbreitung reicht von der kollinen bis in die alpine Höhenstufe. In der Schweiz ist das Hauptverbreitungsgebiet in den Alpen.
In Europa ist die Art nordwärts bis in die arktischen Gebiete verbreitet, im Süden nur im Bergland. Neben den europäischen Vorkommen gibt es weitere in Teilen von Asien, im westlichen Nordamerika und in Nordafrika.